# Utzenfeld
Utzenfeld (Alemannisch Utzefäld) ist eine Gemeinde im Landkreis Lörrach in Baden-Württemberg.

## Geografie
Das Gemeindegebiet Utzenfelds liegt in 560 bis 1124 Meter Höhe im oberen Wiesental im Naturpark Südschwarzwald. Der Kernort erstreckt sich entlang des rechten Ufers der Wiese zwischen den Städten Schönau im Schwarzwald und Todtnau.
Nachbargemeinden

Die Gemeinde grenzt im Norden an Wieden, im Osten an die Stadt Todtnau, im Süden an Tunau und die Stadt Schönau im Schwarzwald und im Westen an Aitern.
Gemeindegliederung

Zur Gemeinde Utzenfeld gehören das Dorf Utzenfeld und der Zinken Königshütte, der sich zum Teil auf Wiedener Gebiet erstreckt. Außerdem gehört der Wohnplatz Knöpflesbrunnen zu Utzenfeld.

## Geschichte
Utzenfeld wurde im Jahre 1294 erstmals urkundlich erwähnt. Der Ort gehörte zum Kloster St. Blasien und damit ab 1368 zu Vorderösterreich. Bei der Säkularisation des Klosters 1806 kam das Dorf zum neu geschaffenen Großherzogtum Baden. 1809 wurde Utzenfeld eine selbständige Gemeinde.
Bereits im Hochmittelalter gab es in Utzenfeld Silber-Blei-Bergbau, allerdings in geringerem Umfang verglichen mit dem Bergbau in Wieden und Schönau. In Utzenfeld befand sich eine Erzmühle. Von 1922 bis 1972 wurden in Utzenfeld Fluß- und Schwerspat abgebaut. Das 1942/43 erstellte Verwaltungs- und Verarbeitungsgebäude diente auch der Grube Finstergrund im benachbarten Wieden. Beim Bau des großen Gebäudetraktes wurden 1942/43 auch russische Zwangsarbeiter eingesetzt. Im Gebäude wurde ab 1980 ein Reiterhof betrieben.

## Politik

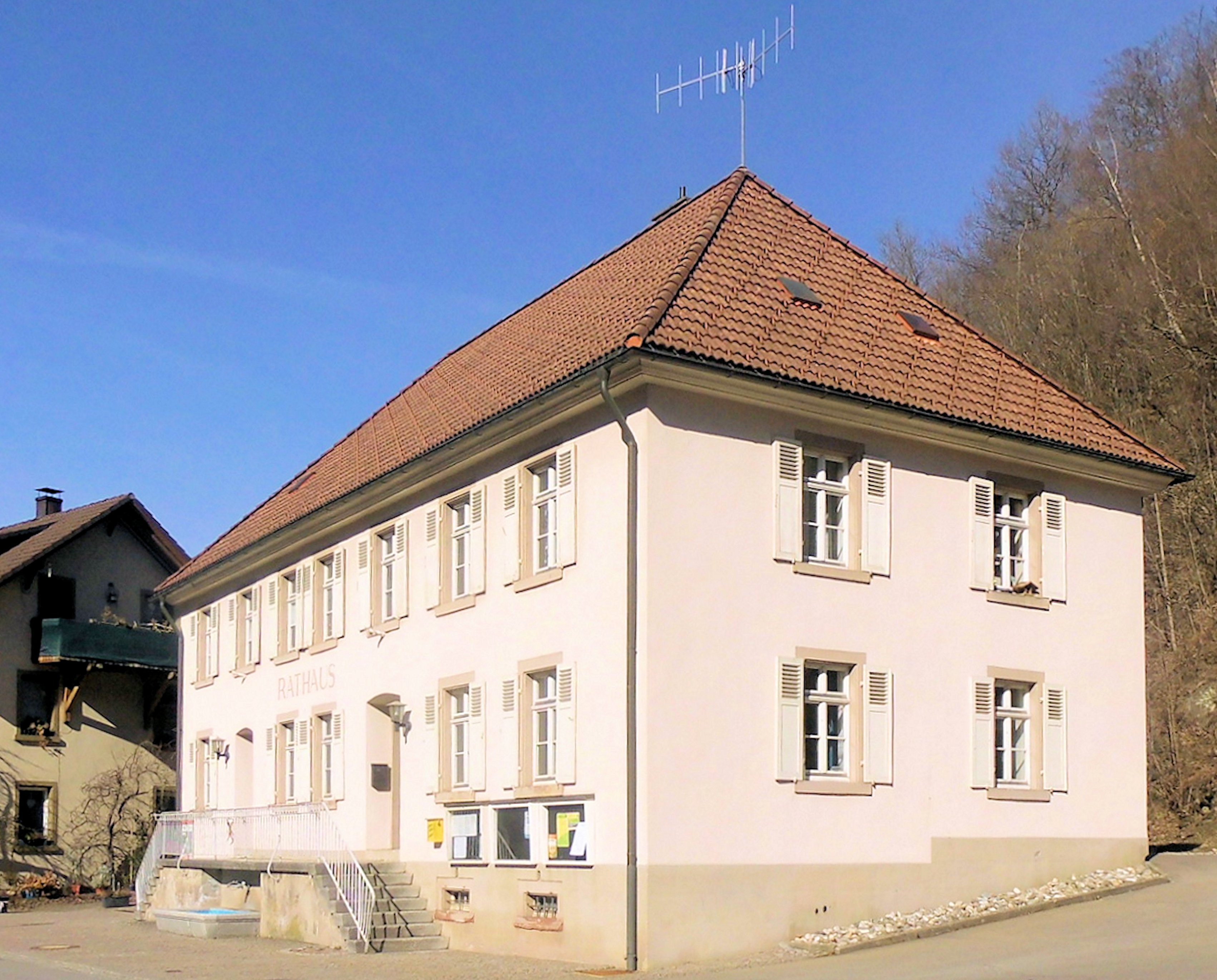
Rathaus Utzenfeld

Utzenfeld gehört seit 1971 dem Gemeindeverwaltungsverband Schönau im Schwarzwald an.
Gemeinderat

Der Gemeinderat in Utzenfeld hat acht Mitglieder. Er besteht aus den gewählten ehrenamtlichen Gemeinderäten und dem Bürgermeister als Vorsitzendem. Der Bürgermeister ist im Gemeinderat stimmberechtigt. Die Kommunalwahl am 9. Juni 2024 führte zu folgendem vorläufigen Endergebnis. Die Wahlbeteiligung lag bei 73,2 %.
| Partei/Liste     | 2024    | 2024   | 2019    | 2019   |
| Partei/Liste     | Stimmen | Sitze  | Stimmen | Sitze  |
| ---------------- | ------- | ------ | ------- | ------ |
| Freie Wähler     | 97,0 %  | 8      | 79,7 %  | 6      |
| Bürgernahe Liste | --      | --     | 20,3 %  | 2      |
| Wahlbeteiligung  | 73,2 %  | 73,2 % | 66,1 %  | 66,1 % |

Bürgermeister

Bei der Bürgermeisterwahl am 18. April 2021 gewann der parteilose Martin Wietzel mit 71,9 % der Stimmen gegen den Mitbewerber Hartmut Schwäbl (Grüne, 26,3 %) die Wahl zum Bürgermeister und trat am 1. Juli 2021 die Nachfolge von Harald Lais an.

## Wappen
In Blau schräggekreuzt eine silberne Zange und ein goldener Palmzweig. Die Symbole im Wappen erinnern an das Martyrium der heiligen Apollonia von Alexandria, der die Dorfkapelle geweiht ist. Das Wappen wird seit 1902 geführt. Vorher hatte die Gemeinde nur Siegel benutzt.

## Religionen

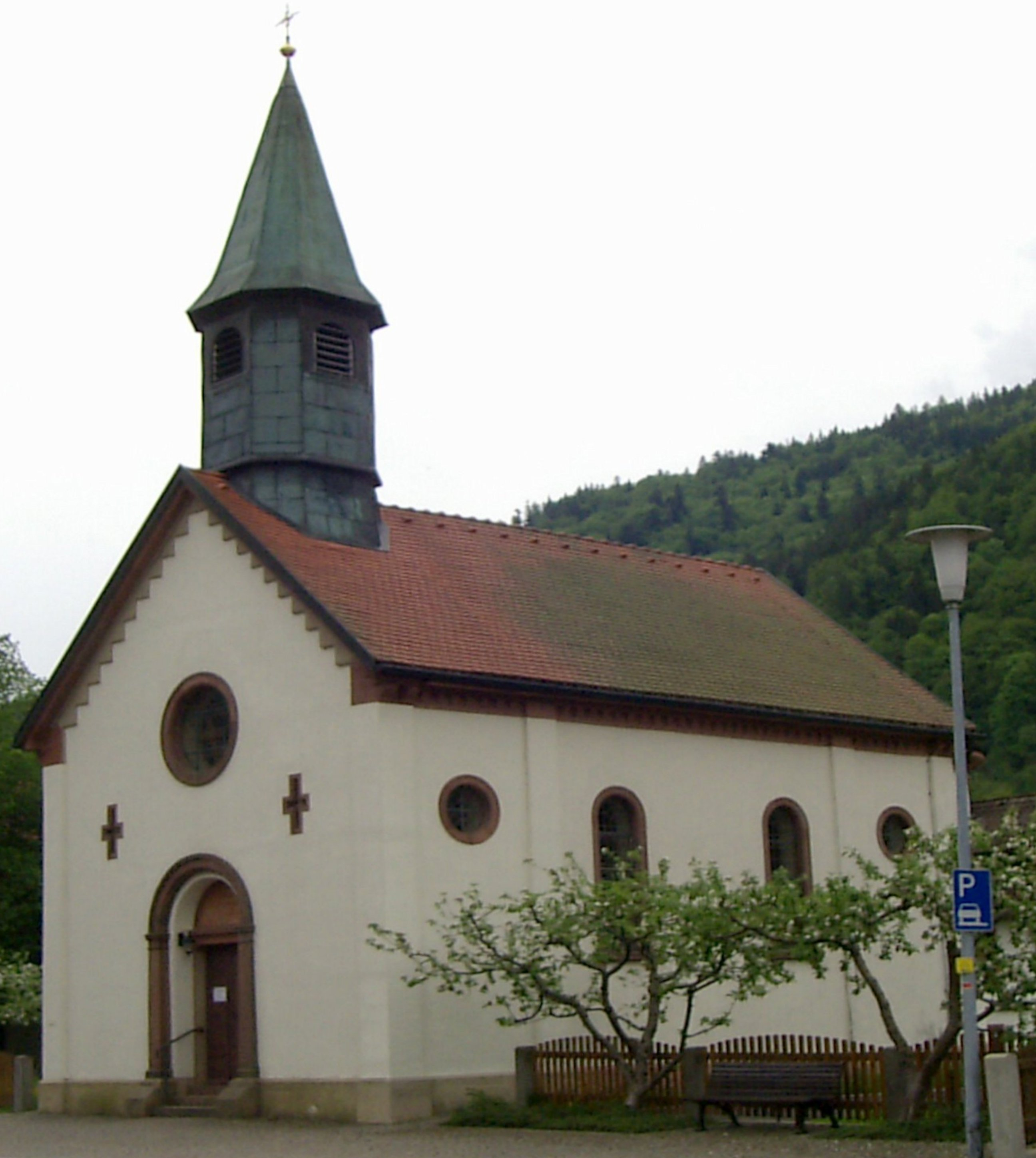
St.-Apollonia-Kapelle Utzenfeld

Aufgrund der Zugehörigkeit zu Vorderösterreich ist die Reformation an Utzenfeld vorbeigegangen, so dass auch heute noch die Mehrheit der Bevölkerung römisch-katholisch ist. Der Ort gehört zur römisch-katholischen Kirchengemeinde Schönau im Schwarzwald, aber es gibt ein eigenes Gotteshaus in Utzenfeld. Die wenigen evangelischen Einwohner sind ebenfalls nach Schönau eingepfarrt.

## Naturdenkmäler
Seit 1940 besteht das Naturschutzgebiet Utzenfluh mit vielen Natursehenswürdigkeiten, das teilweise auch auf der Gemarkung der Stadt Todtnau liegt.

## Wirtschaft und Infrastruktur

### Verkehr
Von 1889 bis 1966 war Utzenfeld durch die Bahnstrecke Zell im Wiesental–Todtnau an das Schienennetz angebunden. Heute ist der Ort durch die Regionalbuslinie 7300 (Basel-Titisee) der SBG Südbadenbus GmbH an den öffentlichen Nahverkehr angeschlossen. Durch Utzenfeld verlief bis 1982/83 die Wiesentalstraße von Basel über den Feldberg, die dann aus dem Ortskern auf das linke Ufer der Wiese verlegt wurde.
Südlich und nördlich von Utzenfeld beginnen die zwei Passstraßen (L 123 und L 142), die zum Wiedener Eck führen und über Münstertal den Übergang ins Oberrheintal herstellen. Über die L 142 ist via Aitern auch die Talstation der Belchen-Seilbahn zu erreichen.
Durch Utzenfeld führt der 54 Kilometer lange Wiesental Radweg, der von Todtnau kommend quer durch den Landkreis Lörrach bis nach Basel führt.

### Ansässige Unternehmen
Utzenfeld ist Standort eines großen Chemie-Produzenten (ein Unternehmen des Celanese-Konzerns), der zu den wichtigsten Polyamid-Compoundern in Europa gehört. Bekannt ist die Konfitürenmanufaktur Faller. Außerdem sind zwei Bauunternehmen in Utzenfeld beheimatet, die Walliser Bau GmbH & Co KG und die Steinebrunner Holzbau.

### Bildung
In Utzenfeld gibt es keine Schule, Grundschüler besuchen die gemeinsame Grundschule Wieden-Utzenfeld in Wieden. Die Schüler ab der fünften Klasse besuchen die Hauptschule Schönau im Schwarzwald, die Realschule in Zell im Wiesental oder das Gymnasium in Schönau im Schwarzwald. Für die jüngsten Einwohner gibt es den Kindergarten „Utzenfluh“.

## Persönlichkeiten
- Karl Mutter (* 1869 in Utzenfeld; † 1952 in Karlsruhe), Maler